# جاكسون (ميشيغان)
جاكسون هي مدينة في الجزء الأوسط السفلي من ميشيغان. أنشئت في عام 1829. سميت باسم الرئيس الديموقراطي أندريو جاكسون. جاكسون هي مسقط رأس عدة أشخاص معروفين. أحدهم هو أول مدرب ناجح أمريكي ذو أصل إفريقي للسوبر بولينج, توني دنجي.
بعض أصحاب الأعمال في المدينة هم من CMS Energy, التي تعطي الغاز الطبيعي والخدمات الكهربائية إلى معظم ميشيغان ولها بعض المقرات الدولية في المدينة, بالإضافة إلى مستشفى فوت. جاكسون تبعد 18 ميل (29 كلم) من طريق ميشيغان السريع الدولي.

## التركيبة السكانية
حدّد مكتب تعداد الولايات المتحدة بيانات التركيبة السكانية لجاكسون في تعداد الولايات المتحدة. في ما يلي، التركيبة السكانية حسب تعدادي 2000 و2010.

### تعداد عام 2000
بلغ عدد سكان جاكسون 36,316 نسمة بحسب تعداد عام 2000، وبلغ عدد الأسر 14,210 أسرة وعدد العائلات 8,666 عائلة مقيمة في المدينة. في حين سجلت الكثافة السكانية 1,277.4 نسمة لكل كيلومتر مربع (3,308.5/ميل2). وبلغ عدد الوحدات السكنية 15,241 وحدة بمتوسط كثافة قدره 536.1 لكل كيلومتر مربع (1,388.5/ميل2).
وتوزع التركيب العرقي للمدينة بنسبة 73.87% من البيض و19.70% من الأمريكيين الأفارقة و0.56% من الأمريكيين الأصليين و0.51% من الأمريكيين ذوي الأصول الآسيوية و0.04% من سكان جزر المحيط الهادئ و1.65% من الأعراق الأخرى و3.67% من عرقين مختلطين أو أكثر و4.05% من الهسبانيون أو اللاتينيون من أي عرق.
بلغ عدد الأسر 14,210 أسرة كانت نسبة 37.7% منها لديها أطفال تحت سن الثامنة عشر تعيش معهم، وبلغت نسبة الأزواج القاطنين مع بعضهم البعض 35.8% من أصل المجموع الكلي للأسر، ونسبة 19.9% من الأسر كان لديها معيلات من الإناث دون وجود شريك، بينما كانت نسبة 5.3% من الأسر لديها معيلون من الذكور دون وجود شريكة وكانت نسبة 39% من غير العائلات. تألفت نسبة 32% من أصل جميع الأسر من عدة أفراد يعيشون في نفس المنزل ونسبة 10.8% كانت تتألف من شخص يعيش بمفرده يبلغ من العمر 65 عاماً أو أكثر. وبلغ متوسط حجم الأسرة المعيشية 2.48، أما متوسط حجم العائلات فبلغ 3.12.
بلغ العمر الوسطي للسكان 31.3 عاماً. وكانت نسبة 29.3% من القاطنين تحت سن الثامنة عشر، وكانت نسبة 9.2% بين الثامنة عشر والرابعة والعشرين عاماً، ونسبة 29.7% كانت واقعةً في الفئة العمرية ما بين الخامسة والعشرين والرابعة والأربعين عاماً، ونسبة 17.8% كانت ما بين الخامسة والأربعين والرابعة والستين، ونسبة 10.9% كانت ضمن فئة الخامسة والستين عاماً فما فوق. يوجد لكل 100 أنثى 90.6 ذكر، ويوجد لكل 100 أنثى في الثامنة عشر من عمرها فما فوق 84.6 ذكر.
بلغ متوسط دخل الأسرة في المدينة 31,294 دولارًا، أما متوسط دخل العائلة فبلغ 39,072 دولارًا. وكان متوسط دخل الذكور 31,957 دولارًا مقابل 23,817 دولارًا للإناث. وسجل دخل الفرد الخاص بالمدينة 15,230 دولارًا. وكانت نسبة 15.2% من العائلات ونسبة 19.6% من السكان تحت خط الفقر، وكان من هؤلاء نسبة 27.6% تحت سن الثامنة عشر ونسبة 11% في الخامسة والستين من العمر وما فوق.

### تعداد عام 2010
بلغ عدد سكان جاكسون 33,534 نسمة بحسب تعداد عام 2010، وبلغ عدد الأسر 13,294 أسرة وعدد العائلات 7,872 عائلة مقيمة في المدينة. في حين سجلت الكثافة السكانية 1,179.5 نسمة لكل كيلومتر مربع (3,054.9/ميل2). وبلغ عدد الوحدات السكنية 15,457 وحدة بمتوسط كثافة قدره 543.7 لكل كيلومتر مربع (1,408.2/ميل2).
وتوزع التركيب العرقي للمدينة بنسبة 71.41% من البيض و20.45% من الأمريكيين الأفارقة و0.36% من الأمريكيين الأصليين و0.72% من الأمريكيين ذوي الأصول الآسيوية و0.02% من سكان جزر المحيط الهادئ و1.59% من الأعراق الأخرى و5.45% من عرقين مختلطين أو أكثر و5.28% من الهسبانيون أو اللاتينيون من أي عرق.
بلغ عدد الأسر 13,294 أسرة كانت نسبة 35.8% منها لديها أطفال تحت سن الثامنة عشر تعيش معهم، وبلغت نسبة الأزواج القاطنين مع بعضهم البعض 30.7% من أصل المجموع الكلي للأسر، ونسبة 22.4% من الأسر كان لديها معيلات من الإناث دون وجود شريك، بينما كانت نسبة 6.1% من الأسر لديها معيلون من الذكور دون وجود شريكة وكانت نسبة 40.8% من غير العائلات. تألفت نسبة 33.9% من أصل جميع الأسر من عدة أفراد يعيشون في نفس المنزل ونسبة 9.7% كانت تتألف من شخص يعيش بمفرده يبلغ من العمر 65 عاماً أو أكثر. وبلغ متوسط حجم الأسرة المعيشية 2.46، أما متوسط حجم العائلات فبلغ 3.14.
بلغ العمر الوسطي للسكان 32.2 عاماً. وكانت نسبة 28.5% من القاطنين تحت سن الثامنة عشر، وكانت نسبة 10.5% بين الثامنة عشر والرابعة والعشرين عاماً، ونسبة 27.7% كانت واقعةً في الفئة العمرية ما بين الخامسة والعشرين والرابعة والأربعين عاماً، ونسبة 23% كانت ما بين الخامسة والأربعين والرابعة والستين، ونسبة 10.3% كانت ضمن فئة الخامسة والستين عاماً فما فوق. وتوزع التركيب الجنسي للسكان بنسبة 47.7% ذكور و52.3% إناث.

## توأمة
لجاكسون (ميشيغان) اتفاقيات توأمة مع:
- فارل

## أعلام
- كليف سباركس
- ويليام بورتر
- كارل يوجين واتس
- كارتش كيرالي
- جيمس أودونيل
- غروف كارل غيلبرت
- جاك ويسنر
- ألفريد وردن
- دان كوتس
- تشارلز ميزنر